# Andski plamenac
Andski plamenac (lat. Phoenicoparrus andinus) je ptica iz reda plamenaca. Živi na području Anda, u južnom Peruu, Boliviji, sjevernom Čileu i sjeverozapadnoj Argentini. Živi u slanim i alkalnim jezerima na nadmorskim visinama između 2.300 i 4.500 metara iznad mora. Usko je povezan s kratkokljunim plamencom, ali su ipak dvije zasebne vrste. Zajedno s njim čini rod Phoenicoparrus.

## Opis
Žutonogi plamenac visok je 100-140 cm (ženke su oko 10% manje od mužjaka), a težak je do 4 kilograma. Dug je 120 cm, a raspon krila je 100-160 cm. Perje mu je blijedoružičaste boje. Gornji dio tijela je svjetliji, a na krilima se nalaze crne mrlje. Noge su mu duge i izgledaju kao dvije grančice, te, kako sam njegov naziv govori, žute. Kljun je zakrivljen, žute je boje, a vrh mu je crne boje. Vrat je dug i zakrivljen. Glavni prirodni neprijatelji su mu kolpeo i ptice grabljivice.

## Prehrana
Žutonogi plamenac pretežito se hrani algama i dijatomejama. U potrazi za hranom glavu poptpuno uroni u vodu. Pretežito se hrani tijekom dana, a kljun mu je neobično savijen prema dolje, što mu omogućuje lakše uzimanje hrane. Filtrira vodu, njegov jezik miče se gore-dolje izbacujući vodu iz kljuna.   

## Razmnožavanje
Gnijezdi se u velikim kolonijama, između prosinca i veljače. Postavlja samo jedno bijelo jaje na vrhu blatnog nasipa u plitkoj vodi. Oba roditelja inkubiraju jaje oko mjesec dana. 
Nakon 70-80 dana ptić dobiva perje. Perje je blijedosive boje, prošarano tamnim mrljama. Roditelji ga hrane voljkinim "mlijekom". Ako neki mladi ptić zaluta, uvijek ga odrasle jedinke nahrane. Kad ptići dovoljno narastu, skupljaju se u velike skupine "škole", u kojima se nalazi tisuće nezrelih ptica u pratnji nekoliko odraslih jedinki. Sa 6-10 mjeseci starosti spreman je braniti se sam. Za 3-6 godina stječe spolnu zrelost i dobiva perje odrasle jedinke. Životni vijek ove ptice može biti i do 50 godina.

## Status
1980-ih populacija žutonogog plamenca imala je 50.000-100.000 jedinki. Prema podacima iz 1997. populacija sadrži 34.000 jedinki. Ali, od tada je prošlo već dosta godina, pa dosta ljudi smatra da je populacija još više opala. 34 jedinke nalaze se u zatočeništvu.
Uspjeh razmnožavanja jako je slab. Prikupljanje jaja za prodaju kao hrana bilo je intenzivno sredinom 20. stoljeća i početkom 1980-ih, tisuće bi ih bilo prikupljeno tijekom godinu dana. Rudarske aktivnosti, nepovoljna razina vode (uglavnom zbog vremenskih uvjeta), erozija mjesta na kojem je planirano gniježdenje i ljudsko uznemiravanje također može utjecati na produktivnost. 
Zbog velikog pada populacije, vrsta je ocjenjena kao osjetljiva (VU).

## Galerija
- Skupina žutonogog plamenca u Čileu
- Žutonogi plamenac u sjedećem položaju
- Dvije jedinke u potrazi za hranom

## Vanjske poveznice
- arkive.org  Arhivirana inačica izvorne stranice od 15. svibnja 2010. (Wayback Machine)
- animaldiversity
- theanimalfiles.com
- birdlife.org  Arhivirana inačica izvorne stranice od 2. siječnja 2009. (Wayback Machine)
- answers.com
- konicaminolta.com  Arhivirana inačica izvorne stranice od 25. svibnja 2010. (Wayback Machine)
- flamingoresources.org  Arhivirana inačica izvorne stranice od 22. siječnja 2011. (Wayback Machine)

### Drugi projekti
|  | Zajednički poslužitelj ima još gradiva o temi Phoenicoparrus andinus |
|  | Wikivrste imaju podatke o taksonu Phoenicoparrus andinus             |